# Juan Antonio Cisneros de Castro y de la Barrera
Juan Antonio Cisneros de Castro y de la Barrera (1725-1798), fue un noble gallego del siglo XVIII, Caballero de la Real Maestranza de Granada, Vizconde de Soar y primer Conde de Gimonde. Además fue Regidor Perpetuo y alcalde Mayor de la ciudad de Santiago de Compostela.

## Historia
El primer titular del Condado de Gimonde (o Ximonde) fue D. Juan Antonio Cisneros de Castro y de la Barrera (1725-1798), Regidor Perpetuo de la ciudad de Santiago y Señor del Coto de Gimonde, de la Torre de Couso, del Pazo de Anzobre y del Castillo de Mirón, entre otras propiedades. Recibió el título de Conde de Gimonde del Rey Carlos III de España, con el Vizcondado previo de Soar, por Decreto dado en el Palacio Real de El Pardo el 14 de enero de 1766. 
En el Memorial dirigido á S.M. el Rey Carlos III por D. Juan Antonio de Cisneros suplicando la concesión de Título de Castilla, se decía que las rentas de sus casas eran superiores a ocho mil ducados, tenía más de seiscientos vasallos y el derecho de presentación de 29 Beneficios eclesiásticos, además de otras distinguidas regalías, remontando su linaje a la Casa Real de León.

## Biografía

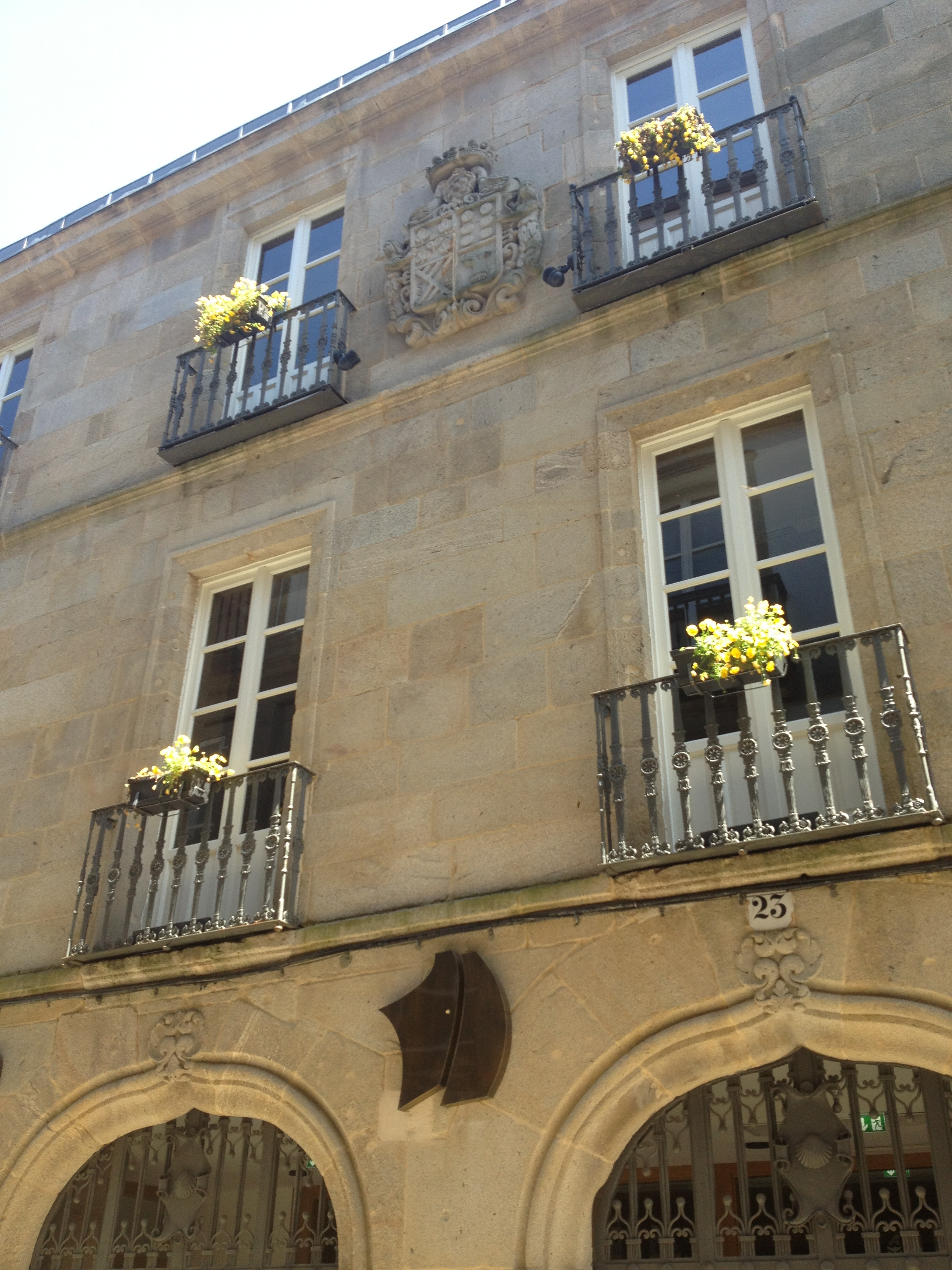
Pazo de los Condes de Ximonde en Santiago.

Juan Antonio Cisneros de Castro y de la Barrera nació en mayo de 1725, en San Miguel de Sarandón, Vedra, parroquia donde estaba situado el Pazo de Gimonde, residencia de sus padres, Antonio Ramón Cisneros de Castro Figueroa y Sarmiento y María Rosa de la Barrera Navia y Castrillón. Fue bautizado en la iglesia parroquial el día 31 de mayo de ese año.
Su padre era un señor rural de la comarca compostelana, que destacó por el desempeño de cargos públicos y militares en la ciudad de Santiago. Fue Regidor Perpetuo (concejal permanente) del partido de Santiago, entre los años 1720 y 1740, cargo en el que en 1747 le sucedió su hijo. También fue militar y sirvió al Rey Felipe V como Caudillo Mayor de los Tercios de Villanueva de Arosa y agregados, dedicados a la guarda y custodia de las costas del sur de Galicia frente a eventuales invasiones marítimas inglesas o portuguesas.
Juan Antonio Cisneros de Castro y de la Barrera sucedió a su padre como Regidor de la ciudad de Santiago de Compostela, cargo que ejerció entre los años 1747 y 1798. Fue también Alcalde Mayor de Santiago en los años 1750 y 1762, en esta última ocasión durante la guerra contra Inglaterra y Portugal. 
En 1766 recibió el título de Conde de Gimonde del Rey Carlos III de España, con el Vizcondado previo de Soar. Después de recibir estos títulos de Castilla, Juan Antonio Cisneros se autotitulaba como "Conde de Gimonde, Vizconde de Soar, Caballero del Real Cuerpo de Maestranza de la ciudad de Granada, dueño de los cotos y jurisdicciones de Ximonde, Anzobre, Soar, San Juan de Villaronte y San Martín de Mondoñedo
y otras, de las Torres y casas de Pegariños, pazo de Couso y Bea, Santiago de Foz,
y de la casa de la ciudad de Mondoñedo, Gondelle y otras, vecino y regidor perpetuo
de esta ciudad de Santiago". Se casó con Dª Manuela de Ulloa y Cadórniga, y en 1770 tuvo a su hijo Pedro, sucesor del título. 
Juan Antonio Cisneros de Castro y de la Barrera falleció en Santiago el 20 de diciembre de 1798, a los 73 años de edad, y está enterrado en la Iglesia del Convento de San Agustín de Santiago de Compostela.

## Descendientes

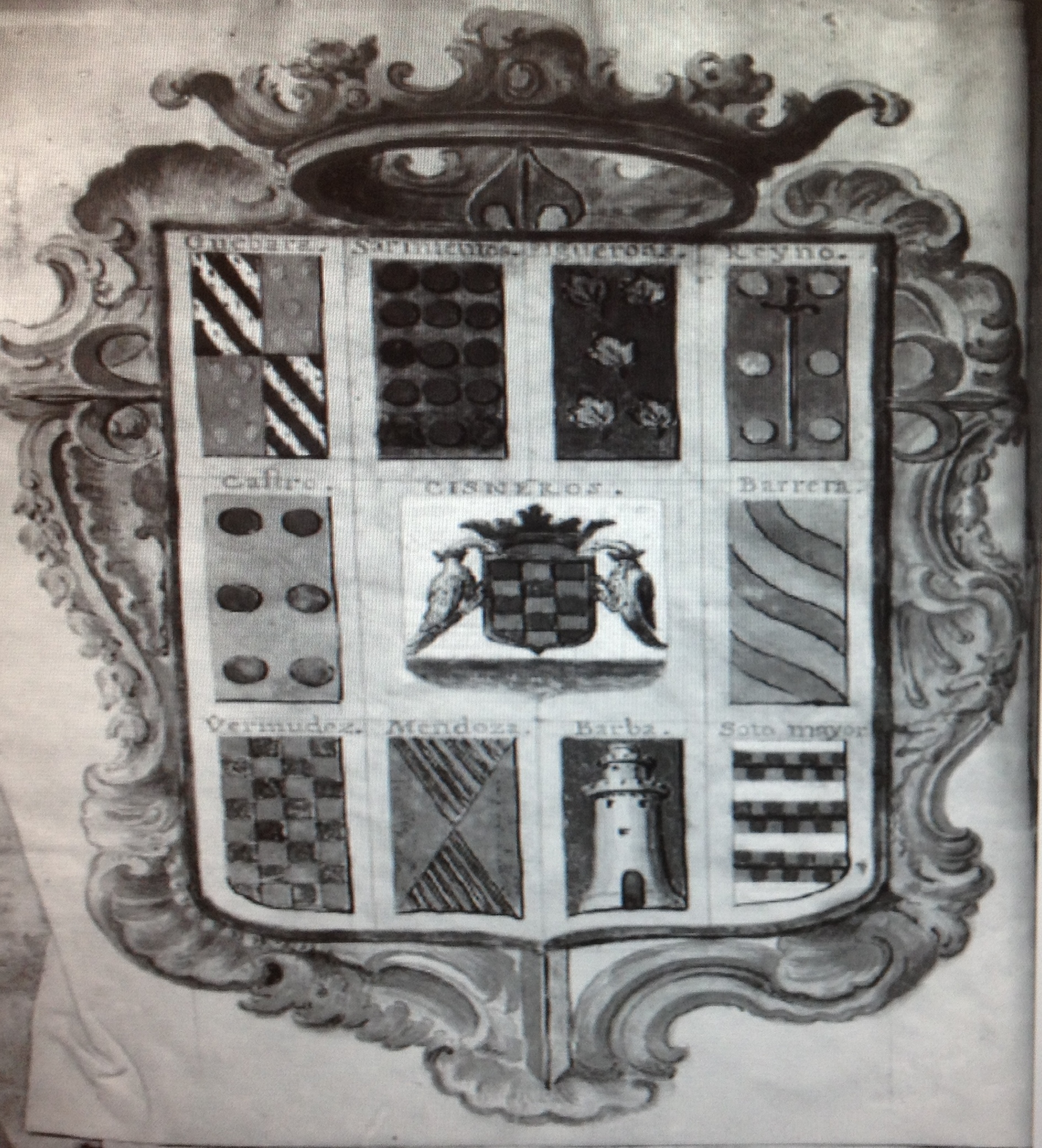
Escudo de los Condes de Gimonde. Foto de un grabado antiguo.

Su hijo fue el segundo titular del Condado,  D.  Pedro Cisneros de Castro y Ulloa nacido en San Miguel de Sarandón (Vedra), el 2 de diciembre de 1770. Pedro Cisneros de Castro y Ulloa fue miembro de la Junta Suprema que se formó en La Coruña durante la Guerra de la Independencia, como Regidor de Santiago, y representó al Reino de Galicia en la Junta Suprema Central que se reunió en Aranjuez y Sevilla desde el 23 de septiembre de 1808 al 30 de enero de 1810) gobernando España durante el cautiverio de Fernando VII. 
Fue un importante mecenas que protegió al arquitecto Melchor de Prado y a su hermano el escultor Manuel de Prado, al pintor Plácido Fernández y a otros artistas gallegos de su época. Apoyó la Sociedad Económica de Amigos del País de Santiago, que había sido fundada en 1774 y creó en 1805 una Escuela gratuita de Dibujo, para promocionar la pintura gallega. Se casó con Dª Agustina de Puga y Araujo y falleció en Santiago el 12 de julio de 1824, a los 53 años de edad.
La hija de D. Juan Antonio,  María del Carmen Cisneros de Castro y Ulloa, nacida en 1757, estuvo casada con D. Pedro Martín Cermeño García de Paredes (1722-1790), también conocido como Pedro Martín-Paredes Cermeño, Ingeniero militar, Gobernador de Oran, Capitán General de Galicia y Presidente de su Real Audiencia (1778-1784), autor del proyecto de las Casas de Paredes, que configuró la fachada marítima de La Coruña. El matrimonio Cermeño tuvo un hijo, Jacobo Cermeño Cisneros, primo de la Condesa de Gimonde, que murió sin descendencia, dejando como heredera de todos sus bienes a Dª Jacoba.
La tercera y última titular del Condado, nieta de D. Juan Antonio, fue Dª Jacoba Cisneros de Puga, Condesa de Gimonde que murió sin descendencia en 1860 a los 47 años de edad.  Vivió en Santiago en su Pazo de la calle del Preguntoiro y apoyó fervorosamente la causa carlista.